# 6763 Kochiny
6763 Kochiny eller 1981 RA2 är en asteroid i huvudbältet som upptäcktes den 7 september 1981 av den rysk-sovjetiska astronomen Ljudmila Karatjkina vid Krims astrofysiska observatorium på Krim. Den är uppkallad efter makarna och matematikprofessorerna Nikolaj Kotjin och Pelageja Kotjina.
Asteroiden har en diameter på ungefär sju kilometer.